# Peter Abeles
Sir Peter Emil Herbert Abeles, AC (geb. 25. April 1924 in Wien; gest. 25. Juni 1999 in Sydney) war ein österreichisch-australischer Unternehmer.

## Leben
Abeles wuchs in einer ungarisch-jüdischen Familie auf und wanderte 1949 nach Australien aus, wo er kurz darauf Alltrans Pty Ltd., ein kleines Transportunternehmen mit anfangs zwei Lkw mitbegründete. Alltrans fusionierte mit mehreren anderen Firmen oder übernahm diese; das daraus resultierende multinationale Unternehmen TNT Ltd. führte 1999 Transportaufträge in mehr als 180 Ländern aus.
Abeles wurde 1972 zum Knight Bachelor geschlagen, 1984 in den Vorstand der Australian Reserve Bank berufen, 1987 von der Zeitschrift The Australian zum Australier des Jahres ernannt und 1991 wurde er als Companion in den Order of Australia aufgenommen.